# والتر براون (بازیکن فوتبال، زاده ۱۸۶۷)
والتر براون (انگلیسی: Walter Brown؛ زادهٔ ۱۸۶۷) بازیکن فوتبال اهل بریتانیا است.
از باشگاه‌هایی که در آن بازی کرده‌است می‌توان به باشگاه فوتبال بیرمنگام سیتی اشاره کرد.